# Autoroute A450 (France)
L'autoroute A450 est une autoroute urbaine desservant le sud de l'agglomération lyonnaise, reliant directement l'A7 à la RD 386 sur la commune de Brignais.

## Caractéristiques
- 2 × 2 voies de l'A7 à la RD 342 sur l'échangeur n°7.
- longueur totale de 8 km (dont 2,5 km en 2 × 1 voies en déviation sud de Brignais).

## Parcours
- Échangeur entre A7, M7 et A450
- 5 : Irigny, Pierre-Bénite, Hôpitaux sud, Z.I. la Mouche
- 6a : Charly, Saint-Genis-Laval centre (demi échangeur)
- 6/6b : Vourles, Saint-Genis-Laval Les Barolles
- 7 : Chaponost, Brignais centre

 A450 devient route pour automobiles à 2 × 1 voies 

## Radars fixes
Dans les deux sens : Est → Ouest et Ouest → Est, flashant par l'avant et l'arrière, la vitesse est limitée à 90 km/h, situés au début de l'A450 au niveau de l'échangeur avec l'A7.

## Projet
Un prolongement de l'autoroute sous le nom d'A45 était en projet vers Givors ou Rive de Gier afin de désengorger l'A47, mais il a été abandonné en 2018.